# Nikołaj Smielakow
Nikołaj Nikołajewicz Smielakow, ros. Николай Николаевич Смеляков, Nikołaj Smieliakow (ur. 1 kwietnia?/14 kwietnia 1911 w Spassku, Gubernia tambowska, zm. 1 kwietnia 1995 w Moskwie) – radziecki polityk, minister inżynierii ZSRR (1956-1957), I sekretarz Komitetu Obwodowego KPZR w Gorkim (obecnie Niżny Nowogród) w latach 1957-1958.

## Życiorys
Urodził się w rodzinie chłopskiej. W latach 1930–1934 studiował w Moskiewskim Instytucie Inżynierii Maszyn Rolniczych im. Kalinina, po czym został technologiem w fabryce parowozów w Kołomnie (Коломенский тепловозостроительный завод имени В. В. Куйбышева). Od grudnia 1934 do listopada 1935 służył w Armii Czerwonej, potem wrócił do pracy w fabryce w Kołomnie kolejno jako technolog, majster, starszy majster i zastępca kierownika warsztatu. Od 1939 w WKP(b), od września 1939 do kwietnia 1940 ponownie w Armii Czerwonej, później kierownik warsztatu i zastępca głównego metalurga w fabryce parowozów, 1941 odkomenderowany służbowo do Niemiec do firmy MAN, w 1942 zastępca głównego metalurga fabryki nr 38 Ludowego Komisariatu Przemysłu Ciężkiego ZSRR w Kirowie, później kierownik warsztatu, zastępca głównego metalurga i główny metalurg w fabryce „Krasnoje Sormowo” w Gorkim, od października 1950 do grudnia 1955 dyrektor tej fabryki. W okresie lat 1955/1956 - I sekretarz Komitetu Miejskiego KPZR w Gorkim, od 21 stycznia 1956 do 10 maja 1957 minister przemysłu maszynowego ZSRR, od 29 maja do grudnia 1957 przewodniczący Sownarchozu Gorkowskiego Ekonomicznego Rejonu Administracyjnego. Od 23 grudnia 1957 do 23 sierpnia 1958 I sekretarz Komitetu Obwodowego KPZR w Gorkim, 1958-1959 prezes radzieckiej firmy handlowej Amtorg w Nowym Jorku, od października 1959 do grudnia 1986 zastępca ministra handlu zagranicznego ZSRR, następnie na emeryturze. Zmarł w Moskwie, pochowany w Spassku. Deputowany do Rady Najwyższej ZSRR 5 kadencji.

## Odznaczenia i nagrody
- Order Rewolucji Październikowej
- Order Czerwonego Sztandaru Pracy (sześciokrotnie)
- Nagroda Leninowska (1958)
- Order Wojny Ojczyźnianej I klasy
- Order Czerwonej Gwiazdy
- Order „Znak Honoru”
- Medal „Za pracowniczą dzielność”
- Medal „Za pracowniczą wybitność”